# Genlisea filiformis
Genlisea filiformis ist eine fleischfressende Pflanze aus der Gattung der Reusenfallen (Genlisea). Sie kommt in Süd- und Mittelamerika vor.

## Beschreibung
Die bodenständige Blattrosette besteht aus wenigen bis zahlreichen verkehrt-eiförmig spatelförmigen bis annähernd kreisförmigen Blättern, die eine Länge von 3 bis 5 Millimeter aufweisen. Das äußere Ende des Blattes ist rund oder äußerst stumpf, am Ansatz verjüngt es sich zu einem geflügelten, schlanken Blattstiel, der mindestens ebenso lang wie die Spreite ist.
Der fadenförmige, aber drahtige und biegsame Blütenstandsschaft misst in der Regel zwischen 8 und 20 Zentimetern, er trägt einige wenige lange Haare, die an der Spitze mit Drüsen besetzt sind sowie 3 bis 5 sehr kleine, eiförmige, spitz zulaufende Tragblätter. Er trägt an seinem Ende zwei bis vier Blüten mit schlanken Blütenstielen. Die Kelchzipfel sind annähernd stumpf, elliptisch länglich-rund bis lanzettlich länglich-rund und bewimpert, die rund 4 Millimeter lange Krone ist grünlich-gelb oder zitronengelb, mit einem dicken, sehr stumpfen Sporn, der nur um ein Geringes länger als die Lippen sind. Die Samenkörner sind abgeflacht, verkehrt-eiförmig und gewinkelt.

## Verbreitung
Man findet die Pflanze in Brasilien, Venezuela, Guyana, Kuba, Kolumbien, Belize, Bolivien, Nicaragua, Honduras und Guatemala. 2002 wurde erstmals ein Fund aus Mexiko beschrieben, damit ist die Art die am nördlichsten verbreitete aller amerikanischen Arten.

## Systematik
Die Art wurde 1833 von Augustin François César Prouvençal de Saint-Hilaire erstbeschrieben. Sie wird – wie fast alle Arten der Gattung – in die Untergattung Genlisea gestellt.

## Nachweise
1. 1 2 3  
Dorothy Nash Gibson: Lentibulariaceae. In: Paul C. Standley, Louis O. Williams, Dorothy Nash Gibson: Flora of Guatemala (= Field Museum of Natural History. Publication. 1187, ISSN 0097-5753). Band 24, Teil 10, Nummer 3/4. Field Museum of Natural History, Chicago IL 1974, S. 316.
2. ↑  
Martha Olvera García, Esteban Martínez S.: Primer registro de Genlisea (Lentibulariaceae) para México. In: Acta Botánica Mexicana. Nr. 59, 2002, ISSN 0187-7151, S. 71–73.